# Long Live Love (Olivia Newton-John-låt)
"Long Live Love"  hette Storbritanniens bidrag till Eurovision Song Contest 1974 i Brighton. Den sjöngs av Olivia Newton-John.
Under finalkvällen startade den som andra låt ut, efter Finlands Carita Holmström "Keep Me Warm" och före Spaniens Peret med "Canta y sé feliz"), och fick 14 poäng, och slutade därmed på fjärde plats av 17 bidrag.

## Listplacering
| Lista (1974)             | Topplacering |
| ------------------------ | ------------ |
| Australiska singellistan | 11           |
| Irländska singellistan   | 9            |
| Brittiska singellistan   | 11           |
| Norge                    | 3            |